# Čáslavky
Čáslavky (německy Tschaslawek) je vesnice, část obce Dolany v okrese Náchod. Nachází se asi 1,5 km na jihozápad od Dolan. Prochází zde silnice I/33. V roce 2009 zde bylo evidováno 55 adres. V roce 2001 zde trvale žilo 142 obyvatel.
Čáslavky je také název katastrálního území o rozloze 4,45 km2.

## Historie
První písemná zmínka o obci pochází z roku 1445.

## Pamětihodnosti
- Pomník Svatopluka Čecha

## Osobnosti
Působil tu rolník a politik Jan Jaroš (1853–1903), na přelomu 19. a 20. století poslanec Českého zemského sněmu, počátkem 20. století i poslanec Říšské rady.